# Црна Гора на Европском првенству у атлетици на отвореном 2014.
Црна Гора је учествовала на 22. Европском првенству на отвореном 2014 одржаном у Цириху, Швајцарска, од 12. до 17. августа. Ово је било четврто Европско првенство на отвореном од 2006. године од када Црна Гора учествује самостално под овим именом.
На првенству у Цириху, Црну Гору је прествљао један спортиста који д се такмичио у бацању диска..
На ово првенству Црна Гора није освојила ниједну медаљу, па је остала у групи земаља које ниси свајале медаље на Европским првенствима.

## Резултати

### Мушкарци
| Атлетичар       | Дисциплина   | Лични рекорд | Квалификације | Квалификације | Финале               | Финале       | Детаљи |
| Атлетичар       | Дисциплина   | Лични рекорд | Резултат      | Место         | Резултат             | Место        | Детаљи |
| --------------- | ------------ | ------------ | ------------- | ------------- | -------------------- | ------------ | ------ |
| Данијел Фуртула | бацање диска | 64,60 НР     | 60,23         | 9 у гр. А     | Није се квалификовао | 17 / 26 (30) |        |